# 大木実
大木 実（おおき みのる、1923年〈大正12年〉12月16日 - 2009年〈平成21年〉3月30日）は、大阪府堺市出身の俳優。本名は池田 実。

## 来歴・人物
大阪福島商業学校（現・履正社高等学校）卒業後、照明助手として日活多摩川撮影所に約10年間勤務。
木暮実千代の推挙で役者へ転身。
1951年、『あゝ青春』で映画デビュー。1952年から1961年まで在籍した松竹では佐田啓二、高橋貞二と共に三羽烏と言われ、多くの映画に主演、中でも「張込み」は代表作と言える。
1963年からは東映を中心に活動し脇に回る。若山富三郎と仲がよく兄弟と呼び合っていた。1970年代からはテレビドラマへも進出した。
2009年3月30日午前3時、膵臓癌の為東京都大田区の病院で逝去。85歳没。
俳優の大木聡は三男。

## 出演作品

### 映画
- あゝ青春 （1951年、松竹）
- 情火 （1952年、松竹）
- 緑の風 （1952年、松竹）
- 娘はかく抗議する （1953年、松竹）
- 乙女の診察室 （1953年、松竹）
- 景子と雪江 （1953年、松竹）
- 純潔革命 （1953年、松竹）
- 女学生の手帳 乙女のめざめ （1953年、松竹）
- 花の生涯 彦根篇 江戸篇 （1953年、松竹）
- 沖縄健児隊 （1953年、松竹）
- 花咲く風 （1953年、松竹）
- えくぼ人生 （1954年、松竹）
- 螢草 （1954年、松竹）
- 三羽烏奮戦す （1954年、松竹）
- 若き日の誘惑 （1954年、松竹）
- 青春ロマンスシート 青草に坐す （1954年、松竹）
- この広い空のどこかに （1954年、松竹）
- 昨日と明日の間 （1954年、松竹）
- 忠臣蔵 花の巻・雪の巻（1954年、松竹）- 戸沢下野守
- 愛情会議 （1955年、松竹）
- 貝殻と花 （1955年、松竹）
- 胸より胸に （1955年、松竹）
- 銀座令嬢 （1955年、松竹）
- 三人娘 只今婚約中 （1955年、松竹）
- 太陽は日々新たなり （1955年、松竹）
- 僕は横丁の人気者 （1955年、松竹）
- 路傍の石 （1955年、松竹）
- リオの情熱 （1955年、新東宝）
- 哀愁日記 （1955年、松竹）
- 第二の恋人 （1955年、松竹）
- あなた買います （1956年、松竹）
- つゆのあとさき （1956年、松竹）
- 駄々っ子社長 （1956年、松竹）
- 白い橋 （1956年、松竹）
- 千万長者の恋人より　踊る摩天楼 （1956年、松竹）
- 角帽三羽烏 （1956年、松竹）
- 楽天夫人 （1956年、松竹）
- 三羽烏再会す （1956年、松竹）
- 子供の眼 （1956年、松竹）
- 人妻椿 （1956年、松竹）
- 女の足あと （1956年、松竹）
- ここは静かなり （1956年、松竹）
- 朱と緑 （1956年、松竹）
- 顔 （1957年、松竹） ‐ 石岡三郎
- 雲の墓標より 空ゆかば　（1957年、松竹）
- 海人舟より 禁男の砂 （1957年、松竹）
- 淑女夜河を渡る （1957年、松竹）
- 女だけの街 （1957年、松竹）
- 娘三羽烏 （1957年、松竹）
- 抱かれた花嫁 （1957年、松竹）
- 張込み （1958年、松竹） ‐ 柚木刑事
- この天の虹 （1958年、松竹）
- 花のうず潮 （1958年、松竹）
- 花は嘆かず （1958年、松竹）
- 新家庭問答 （1958年、松竹）
- 続・禁男の砂 （1958年、松竹）
- 白い炎 （1958年、松竹）
- 夜の波紋 （1958年、松竹）
- 海流 （1959年、松竹）
- 橋 （1959年、松竹）
- 聖女と拳銃 （1959年、松竹）
- 続々・禁男の砂 赤いパンツ （1959年、松竹）
- 風のうちそと （1959年、松竹）
- 明日への盛装 （1959年、松竹）
- 三羽烏三代記 （1959年、松竹）
- 愛の濃淡 （1959年、松竹）
- 愛を誓いし君なれば （1959年、松竹）
- 二度とないぞ青春は （1960年、松竹）
- 禁男の砂 真夏の情事 （1960年、松竹）
- 断崖に立つ女 （1960年、松竹）
- 妻あり子あり友ありて （1961年、松竹）
- 黒蜥蜴 （1962年、大映） - 明智小五郎
- 女と三悪人　(1962、大映) -鶴木勘十郎
- 忍者秘帖 梟の城 （1962年、東映）
- 閉店時間 （1962年、大映）
- 真赤な恋の物語 （1963年、松竹）
- 昭和侠客伝 （1963年、東映）
- 次郎長三国志シリーズ （東映） - 大政
  - 次郎長三国志 （1963年10月20日）
  - 続・次郎長三国志 （1963年11月8日）
  - 次郎長三国志 甲州路殴り込み （1965年8月25日）
- 東京ギャング対香港ギャング（1964年、東映）
- 人生劇場 新・飛車角 （1964年、東映）
- どろ犬（1964年、東映）主演
- 大殺陣 （1964年、東映）
- 日本侠客伝（1964年、東映）
- 関東流れ者 （1965年、東映）
- いれずみ判官（1965年、東映）
- 忍法忠臣蔵（1965年、東映）
- 明治侠客伝 三代目襲名 （1965年、東映）
- カミカゼ野郎 真昼の決斗 （1966年、にんじんプロダクション・国光影業） - 北沢信
- 日本侠客伝　斬り込み（1967年、東映）-花若組長
- 侠骨一代（1967年、東映） - 小池文平
- 人間魚雷 あゝ回天特別攻撃隊（1968年、東映） - 栗原中佐
- 極道シリーズ （1968年 - 1974年、東映）
- 緋牡丹博徒 （1968年、東映）
- ごろつき（1968年、東映）
- 前科 仮釈放（1969年、日活）
- やくざ刑罰史 私刑! （1969年、東映）
- 女親分 喧嘩渡世 （1969年、東映）
- 新網走番外地 流人岬の血斗（1969年、東映）
- 昭和残侠伝 人斬り唐獅子（1969年、東映）
- 江戸川乱歩全集 恐怖奇形人間 （1969年、東映） - 明智小五郎
- 関東テキヤ一家（1969年、東映）
- 五人の賞金稼ぎ （1969年、東映）
- 渡世人列伝（1969年、東映）
- 任侠興亡史 組長と代貸 （1970年、東映）
- 舶来仁義 カポネの舎弟 （1970年、東映）
- 最後の特攻隊（1970年、東映）
- カポネの舎弟 やまと魂 （1971年、東映）
- 日本やくざ伝 総長への道（1971年、東映）
- 日本女侠伝 血斗乱れ花 （1971年、東映）
- 傷だらけの人生 古い奴でござんす （1972年、東映）
- 子連れ狼 三途の川の乳母車 （1972年、東宝） - 左弁馬
- 男の代紋（1972年、東映）
- 木枯し紋次郎 関わりござんせん （1972年、東映）
- 緋ぢりめん博徒（1972年、東映）
- 賞金首 一瞬八人斬り （1972年、東映）
- 桜の代紋 （1973年、東宝）
- 三池監獄 兇悪犯（1973年、東映）- 石堂渡
- 子連れ狼 冥府魔道 （1973年、東宝） - 柳生烈堂
- 子連れ狼 地獄へ行くぞ! 大五郎 （1974年、東宝） - 柳生烈堂
- 三代目襲名（1974年、東映）
- あゝ決戦航空隊 （1974年、東映）
- 戒厳令の夜（1980年、東宝）
- 化石の荒野（1982年、東映）
- 女帝 （1983年、にっかつ）
- 忘れられぬ人々 （2000年、タキコーポレーション）‐ 三橋達也・青木富夫と主演
- 極道の妻たち 情炎 （2005年、東映）

### テレビ作品
- 素浪人 月影兵庫 第1シリーズ 第14話「友の情けは遠かった」（1965年、NET） - 大内新兵衛
- 銭形平次 （CX）
  - 第5話「捕物仁義」（1966年） - 皆川半之丞
  - 第886話「悲しき嘘」（1984年） - 辰巳屋
- 新吾十番勝負 第12話「狼谷の決斗」（1966年、TBS / 松竹テレビ室）- 鬼弥太
- 桃太郎侍（尾上菊之助版）（1967-68年、日本テレビ）- 鷲尾主膳
- 水戸黄門（TBS / C.A.L）
  - 第1部 第3話「小田原・喧嘩駕篭 -小田原-」（1969年8月18日） - 軍十郎
  - 第12部 第26話「謀反からくり釣り天井 -宇都宮-」（1982年2月22日） - 徳兵衛
  - 第13部 第22話「復讐!化け猫騒動 -佐賀-」（1983年3月14日） - 丹兵衛
  - 第14部 第9話「悪を蹴散らす南部駒 -八戸-」（1983年12月26日） - 沼尻郡兵衛
  - 第16部 第29話「鬼面に隠れた忠義の心 -盛岡-」（1986年11月10日） - 馬場武左衛門
  - 第19部 - 黒崎主膳 
    - 第1話「水戸黄門 -水戸-」（1989年9月25日）
    - 第9話「野望を砕く薪能 -鶴岡-」（1989年11月20日）

  - 第21部 第3話「頑固比べで縁結び -小浜-」（1992年4月20日） - 高嶋屋※息子の大木聡と親子役で共演
- 大坂城の女（1970年、KTV） - 伊達政宗
- 清水次郎長（1971年、CX） - 大政
- 忍法かげろう斬り 第21話「人肌愛憎剣」（1972年、KTV） - 倉橋京之介
- 唖侍 鬼一法眼（1973年 - 1974年、NTV） - 渡海屋
- 荒野の素浪人 第2シリーズ 第1話「風塵の剣」（1974年、NET） - 一柳風之進
- 必殺シリーズ（ABC）
  - 暗闇仕留人 第10話「地獄にて候」（1974年） - 玄沢
  - 必殺必中仕事屋稼業 第26話「どたんば勝負」（1975年） - 熊谷弥九郎
  - 必殺仕置屋稼業 第11話「一筆啓上悪用が見えた」（1975年） - 黒門町の左平次
  - 必殺仕業人 第6話「あんたこの裏切りどう思う」（1976年） - 甚八
  - 新・必殺仕置人
    - 第12話「親切無用」（1977年） - 極楽屋与三郎
    - 第28話「妖刀無用」（1977年） - 池田左母次郎

  - 必殺からくり人・富嶽百景殺し旅 第3話「駿州片倉茶園ノ不二」（1978年） - 玉木千阿弥
  - 翔べ! 必殺うらごろし 第18話「抜けない刀が過去を斬る!」（1979年） - 井手陣基
  - 必殺仕事人 第65話「散り技花火炸裂乱れ斬り」（1980年） - 清吉
- 賞金稼ぎ（1975年、NET） - 望月弥太郎
- プレイガールQ（1975年、12ch / 東映）
  - 第41話「放送300回記念・東京エマニエル夫人」- 今西正夫
  - 第51話「社長桃色漫遊記」 - 栗原大助
- 人魚亭異聞 無法街の素浪人 第5話「偽りの報酬」（1976年、NET）
- 伝七捕物帳 （NTV）
  - 第113話「上方から来た男」（1976年） - 風神の吉五郎
  - 第149話「けなげな娘に鬼が哭く」（1977年）- 仁兵衛
  - 第154話「狙われた赤ン坊」（1977年）紀州屋
- 前略おふくろ様 第2シリーズ 第10話（1976年、NTV） - 川島
- 遠山の金さん 杉良太郎版 （NET/東映）
  - 第1シリーズ 第80話「八丁堀佐渡情話」（1977年） -綾瀬の弥七
  - 第2シリーズ 第26話「幸せにまっしぐら」（1979年） -市次郎
- 桃太郎侍 （1976-81年、NTV）
  - 第31話「宵宮に消えた神輿」 - 烏山検校
  - 第203話「逃げろ! 田之助 絶体絶命」 - 一橋卿
- 新五捕物帳 第75話「女心みれん花」（1978年、NTV）
- 連続テレビ小説（NHK）
  - 火の国に（1976年 - 1977年）
  - 風見鶏（1977年 - 1978年） - 松浦太兵衛
  - よーいドン（1982年）
- 大河ドラマ（NHK）
  - 花神（1977年） - 伊達宗城
  - 山河燃ゆ（1984年） - 井本虎造
  - 独眼竜政宗（1987年） - 前田利家
  - 琉球の風（1993年） - 名護良員
  - 北条時宗（2001年） - 太政大臣・西園寺実氏
- 達磨大助事件帳 第23話「地獄への落し穴」（1978年、ANB / 前進座 / 国際放映） - 津島義十郎
- 暴れん坊将軍（ANB / 東映）
  - 吉宗評判記 暴れん坊将軍
    - 第35話「爆薬を抱いた花嫁」（1978年） - 相模屋利兵衛
    - 第116話「死んで花実の咲いたやつ」（1980年） - 島蔵

  - 暴れん坊将軍II 第6話「絵文字が告げた吉宗暗殺」（1983年） - 大庭主膳
- 同心部屋御用帳 江戸の旋風IV 第3話「片面打ちの仁義」（1978年、CX / 東宝） - 幾久造
- 柳生一族の陰謀 第25話「禁じられた殺意」（1979年、KTV） - 荒木又右衛門
- 江戸の牙 第8話「対決! 黒い稲妻」（1979年、ANB） - 沼沢蔵人
- 柳生あばれ旅 第5話「狼塾に美女がいた -沼津-」（1980年、ANB）
- 赤い魂（1980年、TBS） - 富岡勇作
- 長七郎天下ご免! （テレビ朝日）
  - 第42話「暗殺!死を賭けた友情」（1980年）- 長尾多聞
  - 第62話「紅花・たそがれ親不孝」（1981年）- 相州屋
  - 第84話「風摩ひとり暁に死す」（1981年）- 惣右衛門
- 斬り捨て御免! 第1シリーズ 第4話「三十六番所にお指図無用」（1980年、TX） - 大河内敬俊
- 警視庁殺人課 第2話「身代金2億5千万!」（1981年、ANB）
- 旅がらす事件帖 第23話「明日咲くか紅小梅」（1981年、KTV） - 田沢孫太夫
- 時代劇スペシャル（CX）
  - 宿命剣鬼走り（1981年12月11日）
  - 清水次郎長 風雪流れ旅（1982年1月8日）- 寺津の間之助
  - 紫頭巾 黄金の秘密（1982年2月19日）- 田沼意次
  - 悪霊桜子姫（1982年9月3日）
  - 御金蔵破り 家康の首（1983年1月14日）- 仁大夫
- 土曜ワイド劇場
  - じゅく年夫婦探偵 新婚旅行は殺人旅行（1982年、ABC / 松竹）
- 大岡越前 第6部（TBS / C.A.L） 
  - 第21話「心の病の荒療治」（1982年7月26日） - 上総屋宗右衛門
  - 第29話「過去を消した男」（1982年9月20日） - 戸丸屋善右衛門
- 君は海を見たか（1982年、CX） - 坂上部長
- 火曜サスペンス劇場
  - 「夕陽よ止まれ」（1983年） - 桜井一平
  - 「小京都ミステリー」
    - 7「薩摩恋人形殺人事件」（1992年12月1日）- 本坊酒造 工員・鈴木征一（本名「永井正一」）
    - 24「吉備津鳴釜殺人事件」（1998年11月10日）- 刀工・杉田源一郎
- ライスカレー（1986年、CX） - 斉木監督
- 長七郎江戸日記 第2シリーズ 第18話「葵と紫陽花」（1988年、NTV） - 松平盛親
- 名奉行 遠山の金さん （ANB / 東映）
  - 第2シリーズ 第12話「裏切りの証拠!金さん指名手配」（1989年） - 桂木孤風
  - 第3シリーズ SP3「江戸は燃えているか! 加賀百万石の陰謀」（1990年） - 氏家頼母
- 新春時代劇スペシャル 新吾十番勝負 江戸城(秘)大奥の陰謀!（1990年、ANB / 東映） - 柳生但馬守
- 続続・三匹が斬る! （ANB / 東映）
  - 第2話「若君とチンと松茸、草の根分け探し出せ」（1990年） - 内藤佐渡
  - 第18話「無理心中、娘十八怨み節」（1990年） - 伊集院図書
- 天までとどけ 第1 - 4シリーズ（1990年 - 1995年、TBS） - 大和田六助
- いのち草（1990年 - 1991年、YTV）
- 鶴姫伝奇 -興亡瀬戸内水軍-（1993年、NTV） - 鳥生又三郎
- 春よ、来い（1995年、NHK）
- 金曜時代劇（NHK）
  - とおりゃんせ〜深川人情澪通り（1995-1996年） - 弥太右衛門
- とんねるずの本汁でしょう!!/なにわ広告しぐれっ!! 第2話「速い靴はいてた女の子・後編」（1997年、CX） - 淀川社長
- 鬼平犯科帳 第7シリーズ 第4話「木の実鳥の宗八」（1997年、CX / 松竹） - 宗八
- 慶次郎縁側日記 第2シリーズ 第7話「あたりくじ」（2005年、NHK）
- ディロン〜運命の犬（2006年、NHK）

### オリジナルビデオ
- 『カルロス』（1991年、東映Vシネマ）

### レコード
- 青い夜霧の港町（1955年）
- 命の紋章 侠客仁義（1970年）